# Мордяк, Алексей Пантелеймонович
Алексей Пантелеймонович Мордак (Мардак) (1910, станица Уманская — ?) — передовик советского сельского хозяйства, комбайнёр Восточной МТС Ленинградского района  Краснодарского края. Герой Социалистического Труда (20.05.1952).

## Биография
Родился в 1910 году в станице Уманская Ейского отдела Кубанской области, ныне станица Ленинградская Ленинградского района Краснодарского края в семье бедного казака.
Получил начальное образование и после окончания курсов трактористов с 1929 года работал механизатором Восточной машинно-тракторной станции (МТС) в родной станице Ленинградская.
Самоотверженно трудился в годы Великой Отечественной войны, был награждён медалью «За доблестный труд в Великой Отечественной войне 1941—1945 гг.».
В уборочную страду 1951 года он за 25 рабочих дней намолотил комбайном «Коммунар» с убранной площади 6125 центнеров зерновых культур.
Указом Президиума Верховного Совета СССР от 20 мая 1952 года за достижение высоких показателей на уборке и обмолоте зерновых и масличных культур в 1951 году Мордяку Алексею Пантелеймоновичу присвоено звание Героя Социалистического Труда с вручением ордена Ленина и золотой медали «Серп и Молот».
В 1953 году жил в Майкопе Адыгейской автономной области (ныне — Республики Адыгея).
А. П. Мордак неоднократно являлся участником Всесоюзной сельскохозяйственной выставки (ВСХВ) и ВДНХ СССР (1954—1958).
Награждён двумя орденами Ленина (16.4.1949, 20.5.1952) и орденом Трудового Красного Знамени (21.8.1953), медалями, в том числе тремя «За трудовую доблесть» (17.6.1950, 30.4.1951, 15.5.1954), а также Малыми одной серебряной и тремя бронзовыми медалями ВСХВ и ВДНХ СССР.
В 1963 году вышел на пенсию, персональный пенсионер союзного значения, проживал в родной станице Ленинградская.
Умер 22 августа 1968 г. Похоронен в ст. Ленинградской.

## Награды
- Золотая медаль «Серп и Молот» (20.05.1952) (медаль № 7187);
- Орден Ленина (16.4.1949);
- Орден Ленина (20.05.1952) (№ 205012);
- Орден Трудового Красного Знамени (21.8.1953);
- Медаль «В ознаменование 100-летия со дня рождения Владимира Ильича Ленина» (06.04.1970);
- Медаль «За доблестный труд в Великой Отечественной войне 1941—1945 гг.»[1].
- Медаль «За трудовую доблесть» (17.6.1950);
- Медаль «За трудовую доблесть» (30.4.1951);
- Медаль «За трудовую доблесть» (15.5.1954);

## Память

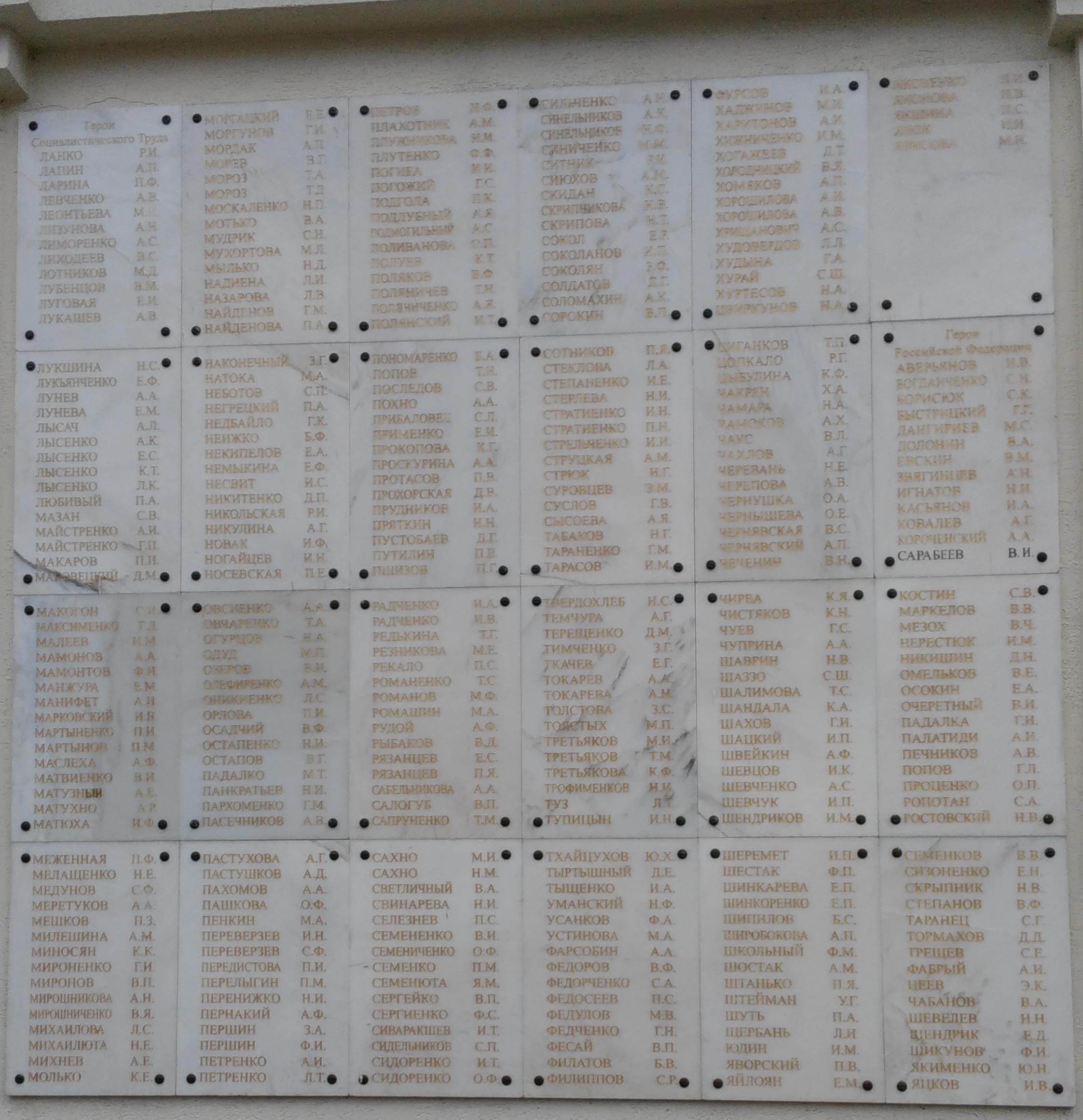
Мемориальная доска с именами Героев Социалистического Труда Кубани и Адыгеи. Краснодар 2017

- Имя Героя золотыми буквами вписано на мемориальной доске в Краснодаре.